# وندس نوس مونیکیپلیتی
وندس نوس مونیکیپلیتی (به پرتغالی: Vendas Novas Municipality) یک سکونتگاه مسکونی در پرتغال است که در Évora District واقع شده‌است.

## خصوصیات
وندس نوس مونیکیپلیتی ۲۲۲٫۴ کیلومترمربع مساحت و ۱۱٬۹۵۷ نفر جمعیت دارد.